# 納漢鈍鮠屬
納漢鈍鮠屬為輻鰭魚綱鯰形目鈍頭鮠科的其中一屬，其下僅有一種，即松岩納漢鈍鮠，分佈於亞洲越南淡水流域，為熱帶淡水魚，棲息在底層水域，生活習性不明。